# Céaux
Céaux é uma comuna francesa na região administrativa da Normandia, no departamento Mancha. Estende-se por uma área de 8,45 km². Em 2010 a comuna tinha 427 habitantes (densidade: 50,5 hab./km²).